# Kunio Yanagita
Kunio Yanagita (柳田 國男, Yanagita Kunio), né Matsuoka Kunio le 31 juillet 1875 à Fukusaki, dans la préfecture de Hyōgo, et mort le 8 août 1962 à Kawasaki, est un fondateur de l'ethnologie du folklore au Japon et penseur en politique agronome.

## Biographie
Après un début de carrière consacré à la réflexion en matière de politique agricole et un séjour en Suisse pour le compte de la Société des Nations, Kunio Yanagita rentre au Japon où il se consacre à la minzokugaku (民俗学), science qu'il crée. Il préfère cependant employer le terme de minkan denshô (民間伝承, traditions populaires).
Il a notamment recueilli les contes et légendes spécifiques à la ville de Tōno et sa région au début du XXe siècle dans un livre intitulé Contes de Tôno (Tôno monogatari, 1910) qui est devenu la pierre angulaire des études folkloriques japonaises. C'est dans cette œuvre que les yōkai les plus célèbres, aujourd'hui très communs dans les mangas, les romans ou les films d'animations japonais, apparaissent sous leur forme canonique.
Dans ses recherches, il s'attache à montrer les ressemblances des coutumes et des contes des différentes régions du Japon afin de consolider l'idée d'une identité japonaise immuable. Ses liens avec l'extrême droite de son temps sont aujourd'hui bien connus.
Il est le maître à penser de plusieurs générations d'ethnologues et se montre un homme fort, un « mandarin », chef d'école influent, capable de lancer ou briser une carrière. Son but est de fonder un réseau d'ethnologues asiatiques formés à la japonaise.
Il est notamment le maître de Shinobu Orikuchi et de Tsuneichi Miyamoto qui a su prendre ses distances avec ce maître à la personnalité écrasante et connu pour s'approprier les travaux de ses étudiants partis sur le terrain pour son compte.

## Œuvres traduites en français
- Contes du Japon d'autrefois, traduits par Geneviève Sieffert, Éditions Publications orientalistes de France, coll. « D'étranges pays », 189 p., 1983  (ISBN 2-7169-0171-6)
- Les Yeux précieux du serpent, traduits par Geneviève Sieffert, Éditions Le Serpent à plumes, coll. « Motifs » no 78, 193 p., 1999  (ISBN 2-84261-120-9)
- Le Loup dans les Contes de Tono : 7 contes extraits de l'œuvre de Kunio Yanagita, Nagoya University of Foreign Studies, Journal of Foreign Languages, 16, 1997, pp. 95-103  (ISSN 0916-3794)